# Pierwiosnek (ptak)
Pierwiosnek, pierwiosnek zwyczajny (Phylloscopus collybita) – gatunek niewielkiego ptaka wędrownego z rodziny świstunek (Phylloscopidae), wcześniej zaliczany do pokrzewkowatych (Sylviidae).

## Systematyka
Dawniej do P. collybita wliczano świstunkę iberyjską (P. ibericus) oraz świstunkę kanaryjską (P. canariensis), niekiedy także świstunkę szarawą (P. sindianus). Obecnie zwykle wyróżnia się sześć podgatunków P. collybita:
- Phylloscopus collybita abietinus – Skandynawia i północno-zachodnia Rosja do Morza Czarnego i północnego Iranu.
- pierwiosnek, pierwiosnek zwyczajny[4] (Phylloscopus collybita collybita) – zachodnia, środkowa i południowo-wschodnia Europa.
- Phylloscopus collybita brevirostris – północno-zachodnia i północna Turcja.
- Phylloscopus collybita caucasicus – Kaukaz do północnego Iranu.
- Phylloscopus collybita menzbieri – północno-wschodni Iran i Turkmenistan.
- pierwiosnek syberyjski[4] (Phylloscopus collybita tristis) – wschodnia europejska część Rosji i północny Kazachstan do południowej Syberii i północnej Mongolii. Czasami uznawany za osobny gatunek[7]. Podgatunek ten sporadycznie zalatuje do Polski, do 2021 stwierdzony 105 razy (łącznie obserwowano 108 osobników)[8].

## Występowanie
Zamieszkuje nieomal całą Europę, Syberię, Azję Mniejszą, Kaukaz, północny Iran i góry Atlas. Na starym kontynencie jest jednym z najliczniejszych ptaków leśnych. Zimuje w zachodniej i południowej Europie oraz w pasie od północno-zachodniej Afryki po Indie i Bangladesz, lokalnie też w innych częściach Afryki. Przyloty od marca do kwietnia i odloty od sierpnia do października.
W Polsce liczny ptak lęgowy (lokalnie może być bardzo liczny). Spotkać go można w całym kraju i w górach do wysokości 1400 m n.p.m. Natomiast w śródmiejskich parkach Warszawy naliczono około setki odzywających się samców. Tutejsze populacje migrują w rejon śródziemnomorski i do Afryki. Pierwiosnki zaczynają swe odloty w połowie sierpnia, a kończą je pod koniec października. Mimo to obserwowano ostatnie osobniki opuszczające Polskę w listopadzie. Odnotowano też parę osobników przebywających w kraju w trakcie zimowych miesięcy. Zaznaczyć należy, że zimowanie to nie miało charakteru regularnego i było zdarzeniem wyjątkowym.

## Charakterystyka

### Cechy gatunku

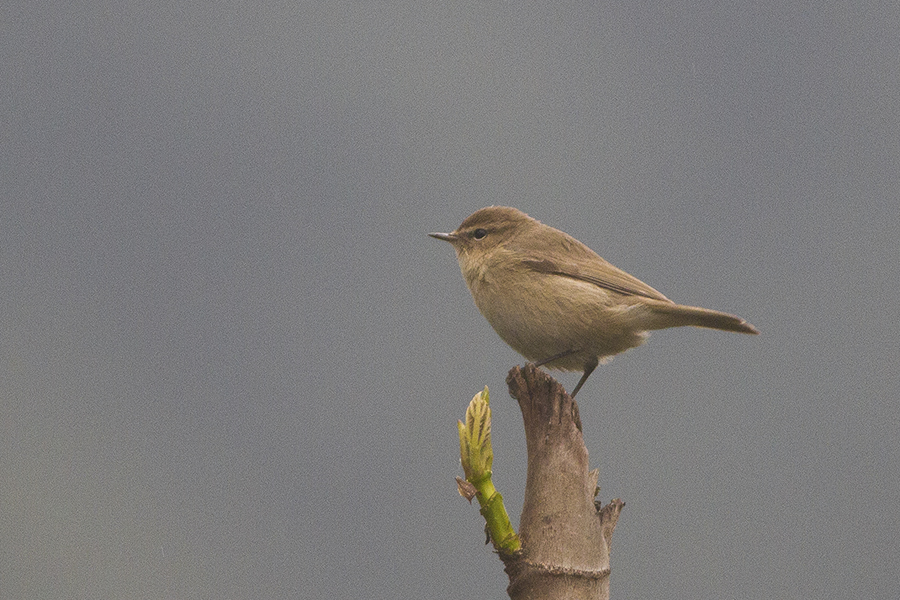
Pierwiosnek syberyjski, Indie

Obie płci ubarwione są jednakowo. Smukła, niepozorna, delikatna sylwetka. Ogólnie upierzenie zielonkawoszare z odcieniem oliwkowym, na spodzie ciała jasnobeżowe. Na skrzydłach i ogonie pióra są ciemniejsze. Oczy ciemne, nad nimi żółtawa, słabo zaznaczona brew. Ma cienki dziób, nogi brązowoczarne. Bardzo ruchliwy i trudny w obserwacji, gdyż uwija się zwykle w gęstwinach krzaków lub w koronach drzew. Charakterystycznie potrząsa ogonem i skrzydłami, również w trakcie śpiewania.

### Identyfikacja
Jest mniejszy od wróbla i ma delikatniejszą sylwetkę niż sikora. Bardzo podobny do piecuszka, który jest jednak ubarwiony intensywniej (ma np. brew nad okiem i długie nogi brązowopomarańczowej, gliniastej barwy), oraz do świstunki leśnej, która jednak jest większa i ma proporcjonalnie dłuższe skrzydła i krótszy ogon.
Największą trudność obserwatorom sprawia odróżnienie pierwiosnka od piecuszka (prawie to samo ubarwienie, zachowanie i wymiary). Jest to bardzo trudne, gdy patrzy się z daleka. Natomiast z bliska u pierwiosnka widać ciemne, zwykle brązowoczarne nogi. Piecuszek ma je jasne, barwy gliniastej. Nie można zapominać o bardzo charakterystycznej melodii pierwiosnka – „cilp-calp”.

### Wymiary
długość ciała10–12 cm

rozpiętość skrzydeł15–21 cm

### Masa ciała
ok. 5-11 g

### Długość ogona
4,5-5,5 cm

### Głos
Wydaje nietypowy śpiew rozchodzący się w lasach i parkach. Jest nim dwusylabowe monotonne wykrzykiwanie „cilp calp” trwające do pół minuty, zaczynające się ostrym „tret tret”, nie do pomylenia z żadnym innym ptakiem. Od tego śpiewu pochodzą zwyczajowe nazwy pierwiosnka w niektórych językach, np. angielskim (chiffchaff), niemieckim (Zilpzalp) czy holenderskim (Tjiftjaf). Polska nazwa rodzajowa bierze się natomiast od wczesnego pojawiania się i śpiewu tego ptaka po zimie. Samiec odzywa się zaraz po przylocie na tereny lęgowe, czyli pod koniec marca lub w kwietniu (najpóźniejsze osobniki dolatują w pierwszych dniach maja). Milknie tylko przy niekorzystnych warunkach atmosferycznych. Usłyszeć można go zatem już w czasie pierwszych wiosennych ociepleń i promieni słońca, najintensywniej na początku lęgów i w ich trakcie, ale również w cieplejsze, jesienne dni (wtedy jego śpiew jest krótszy i cichszy). Trel trwa zwykle cały dzień.

## Biotop
Prześwietlone lasy liściaste i mieszane o umiarkowanej wilgotności z bujnym runem i podszytem, zadrzewienia śródpolne, młodniki, doliny rzek, większe parki, przedmieścia i zdziczałe ogrody. Zasiedla też górskie kompleksy leśne, piętro kosodrzewiny, choć nie występuje tam tak licznie jak na nizinach. Unika zwartych, jednolitych drzewostanów i dlatego preferuje ich skraje, pobliża porębów i luki w ich obrębie. Nie przeszkadza mu obecność człowieka, więc może przebywać w roślinności przez niego wprowadzonej. W Polsce widywany w borach, grądach, olsach i w reglach.

## Okres lęgowy

### Gniazdo

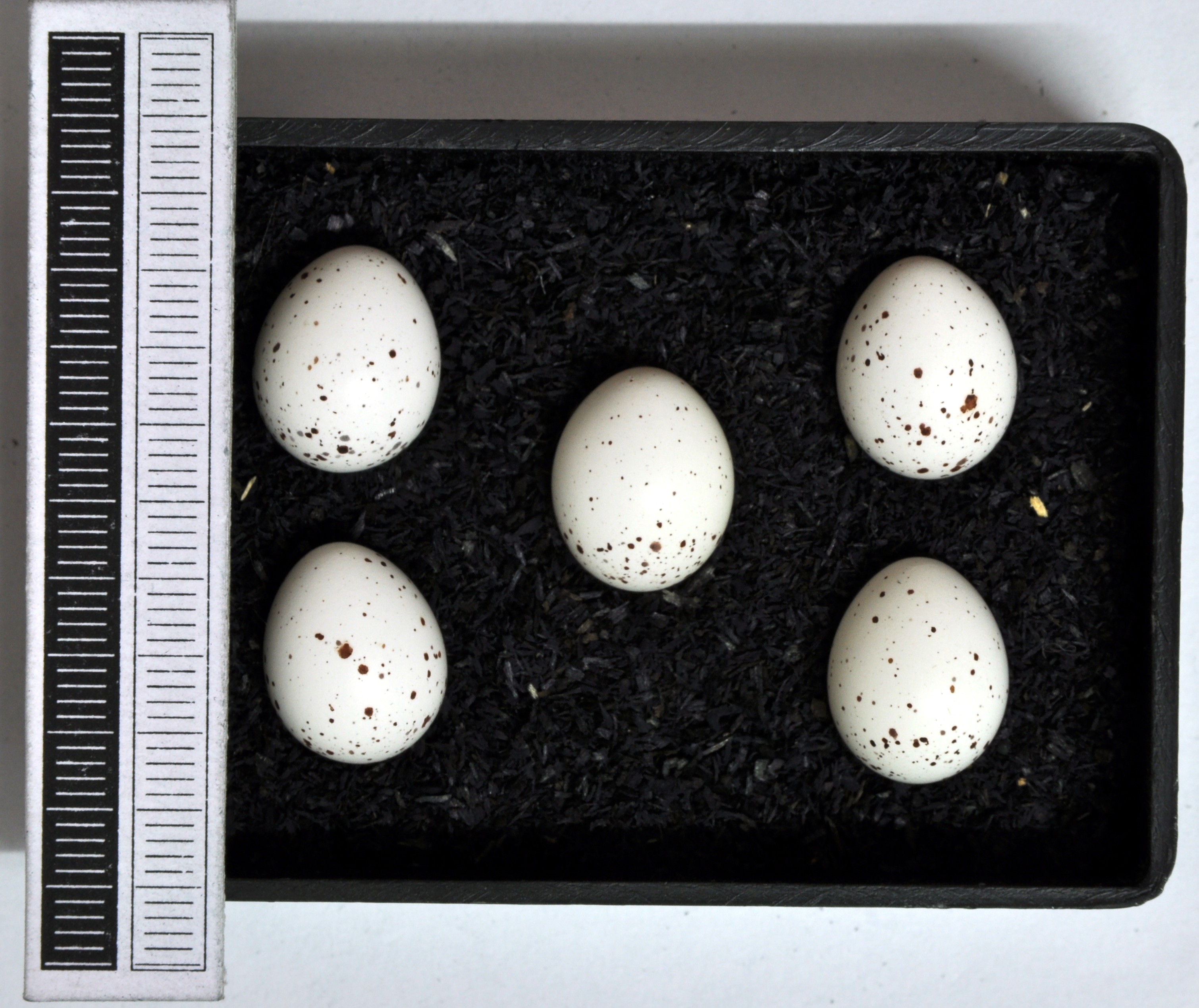
Jaja z kolekcji muzealnej

Kulistego kształtu z otworem wlotowym umieszczonym z boku. Zbudowane z liści i źdźbeł traw, drobnych gałązek, tuż nad ziemią (poniżej lub metr nad nią) w gęstej trawie, krzewie lub kępie roślinności zielnej, wśród jeżyn lub bluszczu, czasem wyżej na gałęziach drzew lub w budkach lęgowych. Jest bardzo dobrze ukryte. Wyściółkę stanowią pióra zebrane z okolicy i trawa. Gniazdo jest typową budowlą tworzoną przez świstunki, choć każdy gatunek wprowadza drobne szczegóły.
Doświadczeni ornitolodzy są w stanie odróżnić pierwiosnka od piecuszka po budowie gniazda. Ten drugi wyścieła obficie swoje miejsce lęgowe piórami i włosiem, podczas gdy pierwiosnek tylko piórkami i to w niewielkiej ilości.

### Jaja
Dwa lęgi w roku, z czego pierwszy w pierwszej połowie maja, drugi w ostatnich dniach czerwca lub pierwszych lipca. W zniesieniu 4–6 jaj o średnich wymiarach 15×12 mm, białych z nielicznymi brązowoczerwonymi plamkami, które na szerszym końcu tworzą charakterystyczny dla gatunku wianuszek.

### Wysiadywanie, pisklęta
Od złożenia ostatniego jaja trwa 13–14 dni. Młode opuszczają gniazdo po 13–15 dniach. Wcześniej są karmione przez oboje rodziców.

## Pożywienie

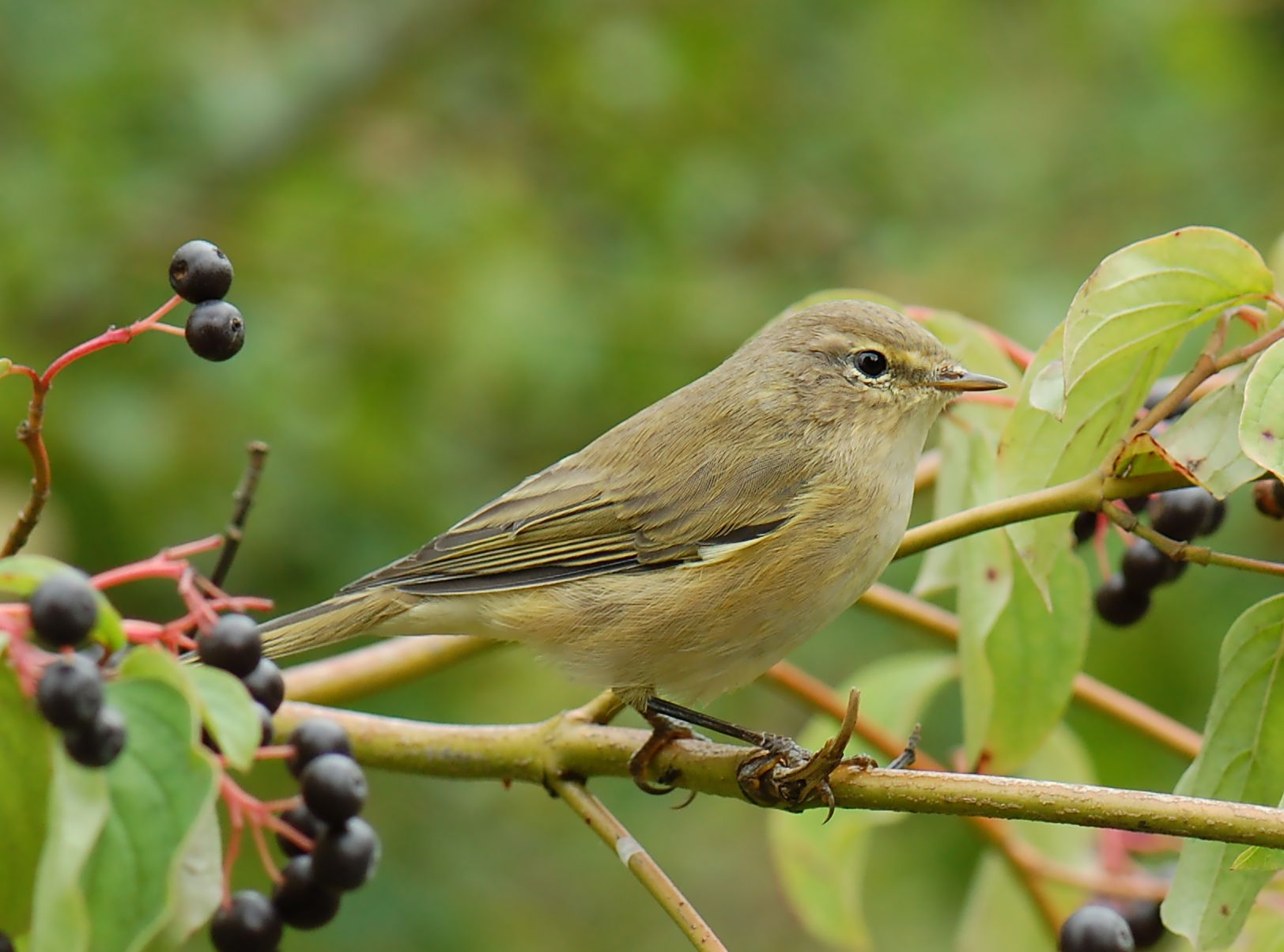
Pierwiosnki pod koniec lata zaczynają szukać mięsistych owoców

Głównie drobne owady, ich larwy i jaja, np. gąsienice motyli, larwy i jaja much, małe motyle, komary, złotooki. Wraz z końcem lata, jesienią i zimą w diecie pojawiają się jagody, podobnie jak u innych owadożernych ptaków.

Żeruje przemieszczając się pomiędzy krzewami i koronami drzew, choć nierzadko swą zdobycz pozyskuje w locie. Smaczne kąski często zdziobuje z końcówek gałązek i liści, toteż można zobaczyć jak je oblatuje. Do zdobywania pokarmu służy im delikatny dziób.

## Status i ochrona
IUCN uznaje pierwiosnka za gatunek najmniejszej troski (LC, Least Concern). Populacja europejska, według szacunków BirdLife International z 2015, liczy około 81,9–119 milionów dorosłych osobników. Trend liczebności populacji uznawany jest za wzrostowy. IUCN od 2016 uznaje pierwiosnka syberyjskiego za osobny gatunek. Również zalicza go do kategorii najmniejszej troski, ale liczebność jego populacji nie została oszacowana, ani nie jest znany jej trend.
Na terenie Polski gatunek ten jest objęty ścisłą ochroną gatunkową. Na Czerwonej liście ptaków Polski został sklasyfikowany jako gatunek najmniejszej troski (LC). Według szacunków Monitoringu Pospolitych Ptaków Lęgowych, w latach 2013–2018 populacja pierwiosnka w Polsce liczyła 2 467 000 – 3 087 000 par lęgowych.